# 近衛房嗣
近衛 房嗣（このえ ふさつぐ）は、日本の室町時代の公卿。

## 官歴
日付はいずれも旧暦、丸括弧内の西暦年は当該和暦年の単純換算。

### 叙任
- 応永20年（1413年）12月30日 - 右近衛少将 （〜応永21年3月16日）
- 応永21年（1414年）3月16日 - 右近衛中将 （〜応永26年12月5日）
- 応永22年（1415年）3月28日 - 伊予権守 （〜応永23年11月4日）
- 応永23年（1416年）11月4日 - 権中納言 （〜応永26年12月5日）
- 応永26年（1419年）12月5日 - 権大納言 （〜応永33年8月24日）
- 応永27年（1420年）3月26日 - 右近衛大将 （〜応永30年8月27日）
- 応永30年（1423年）8月27日 - 左近衛大将 （〜正長2年3月29日）
- 応永33年（1426年）8月24日 - 内大臣 （〜正長2年8月4日）
- 正長2年（1429年）8月4日 - 右大臣 （〜永享10年9月4日）
- 永享10年（1438年）9月4日 - 左大臣 （〜文安3年4月13日）
- 文安2年（1445年）11月23日 - 関白 （〜文安4年6月15日）
- 寛正2年（1461年）12月25日 - 太政大臣 （〜寛正3年）

### 叙位
- 応永20年（1413年）12月19日 - 正五位下
- 応永21年（1414年）1月5日 - 従四位下
- 応永21年（1414年）12月15日 - 従四位上
- 応永22年（1415年）1月6日 - 従三位
- 応永23年（1416年）1月6日 - 正三位
- 応永24年（1417年）1月5日 - 従二位
- 応永26年（1419年）1月6日 - 正二位
- 永享10年（1428年）12月 - 従一位

## 系譜
- 父：近衛忠嗣（1383-1454）
- 母：家女房
- 妻：家女房播磨局 - 播磨守某娘
  - 長男：近衛教基（1423-1462）
  - 次男：近衛政家（1444-1505）
- 生母不明の子女
  - 女子：宝珠院（1427-1495）
  - 男子：道興（1430-1527）
  - 男子：増運（1434–1493）
  - 女子：瑞光院（1439-1496）
  - 女子：端御所（1441-1500）
  - 男子：政深 - 権僧正法印
  - 男子：政弁 - 大僧正
  - 女子：茶々御所
  - 女子：大祥院春渓(-1507)